# Stefano Cipressi
Stefano Cipressi (* 25. November 1982 in Bologna) ist ein italienischer Kanuslalomathlet, welcher 2006 in Prag bei der Kanuslalom-Weltmeisterschaft gewann.

## Werdegang
Cipressi ist Sportsoldat der Marine.
Bei den U23-Kanuslalom-Weltmeisterschaften 2004 gewann er die Bronzemedaille und 2005 in Krakau auch Silber in der U23-Mannschaft. Bei den Kanu-Europameisterschaften gewann er zwei Bronzemedaillen (2005 und 2017 jeweils im Team).
Bei den Kanuslalom-Weltmeisterschaften 2006 wurde er Weltmeister und 2006 Vize-Weltmeister mit der Mannschaft.

## Auszeichnungen
- 2007 Ritter des Verdienstordens der Italienischen Republik[1]